# Derbi sevillano
El derbi sevillano, apodado «el gran derbi» por ambos clubes, es el partido de fútbol que disputan los primeros equipos del  Sevilla Fútbol Club y del Real Betis Balompié. 
A lo largo de su historia, dichos clubes se han enfrentado en gran cantidad de partidos oficiales, correspondientes a la Copa de Sevilla, al Campeonato Regional Sur, a la Liga española —tanto en Primera como en Segunda División—, a la Copa del Rey, y a la Liga Europa —otrora Copa de la UEFA—, así como en numerosos encuentros amistosos.
Su rivalidad comenzó cuando la Sociedad Sevilla Balompié (en origen, Sociedad España Balompié), una de los dos asociaciones deportivas gérmenes del actual Real Betis Balompié, se convirtió en la primera, de cuantas sociedades existentes por aquellos años dedicadas a la práctica del fútbol en la capital hispalense, en competir en igualdad de condiciones con el Sevilla F. C., no llegando a existir con la segunda de ellas, la Real Sociedad Betis F. C., debido fundamentalmente a los pocos enfrentamientos que llegaron a disputar. El primer partido oficial entre Sevilla Balompié y Sevilla F. C. se produjo el 5 de enero de 1910, en un encuentro válido por la primera edición del Campeonato (Regional) de Andalucía y Extremadura (posteriormente Campeonato Regional Sur), con un resultado final de empate a cero goles, mientras que los primeros equipos de ambas sociedades jugaron por primera vez un 28 de noviembre de 1909, saliendo victoriosos los balompédicos.
Como particularidad, cabe señalar que son los únicos equipos andaluces que han sido vencedores de las más antiguas y prestigiosas competiciones de España, la Copa del Rey y la Liga, además de encontrarse entre los diez equipos que han militado en más ocasiones en la Primera División, motivos por lo que son considerados como dos de los clubes históricos del fútbol español.

## Historia de la rivalidad

### Primeros años en el ámbito regional (1910-26)
El primer partido del que se tiene noticia celebrado entre el Sevilla Balompié y el Sevilla F. C. data del 31 de octubre de 1909, desconociéndose el resultado, con ambas sociedades registradas oficialmente a instancias del Gobierno Civil de Sevilla ese mismo año, mientras que el primero considerado oficioso se produjo el 7 de noviembre del mismo año, primero de una serie de encuentros disputados para dilucidar qué equipos competirían en la primera edición del Campeonato (Regional) de Andalucía y Extremadura, con resultado de empate a un gol. El primer encuentro en competición oficial entre ambas sociedades se produjo el 5 de enero de 1910, en el citado campeonato regional, finalizando con un empate a cero goles. Paralelamente, comenzó a disputarse también la Copa de Sevilla, en cuya primera edición ambos conjuntos empataron de nuevo a cero, circunstancia que sirvió para que los balompedistas se alzasen con el título. Asimismo, el primer partido entre ambos con su actual denominación, esto es, bajo la fusión que trajo el nacimiento del Real Betis Balompié, se produjo en un amistoso con motivo de la disputa de la Copa de la Sociedad Artística Sevillana el 6 de enero de 1915, en uno de los campos del Prado de San Sebastián, con victoria verdiblanca por 1-0.[cita requerida] Para la primera victoria sevillista hubo de esperarse un mes cuando con motivo de la disputa de la I Copa del Duque de Santo Mauro se enfrentaron el 7 de febrero venciendo por cuatro goles a tres.[cita requerida] La tensión entre las aficiones llegó a tal extremo, ya en tan temprana fecha, que en el partido que ambos equipos jugaron el 18 de febrero hubo agresiones e invasión de campo, lo que obligó al árbitro a dar por finalizado el partido antes de tiempo.[cita requerida] Los sevillistas solían llamar a los béticos por aquel entonces «pepinos» en referencia a su color verde,[cita requerida] mientras que los béticos llamaban a los sevillistas «Palanganas>> por el color blanco palangana de la entidad.[cita requerida] En la actualidad, estos apodos se han quedado anticuados en detrimento de las denominaciones que se profesan entre ambos de «verderones» y «palanganas».[cita requerida]
Con motivo de la I Copa de Andalucía ambos conjuntos volvieron a enfrentarse en competición oficial, con resultado favorable al Sevilla F. C., quien eliminó a «los verdiblancos» en las semifinales, tras un empate a dos goles en el partido de ida y un 0-5 en el partido de vuelta. Se volvieron a enfrentar en multitud de ocasiones en esta competición, con balance de cuatro victorias para el Real Betis Balompié, cuatro empates y doce victorias del Sevilla Football Club. Entretanto en el citado Campeonato del Sur —o Copa de Andalucía—, el 10 de marzo de 1918 se dio la mayor goleada en la historia de estos encuentros, un 22-0 que los sevillistas endosaron a los béticos, que no pudieron contar con sus mejores jugadores ya que estaban cumpliendo el servicio militar, y aunque ordinariamente el alto mando les permitía salir los domingos a jugar con su equipo, no se lo permitieron para ese derbi debido a una nueva orden que impedía la práctica deportiva durante la época de servicio. Como protesta ante la considerada tropelía, el equipo bético envió a su equipo juvenil para la disputa del encuentro.
El primer partido disputado en el campo bético del Patronato, con motivo de su inauguración, el 1 de noviembre de 1918, lo ganó el Sevilla FC por 0-1.

### Primeros títulos bajo el profesionalismo (1926-40)

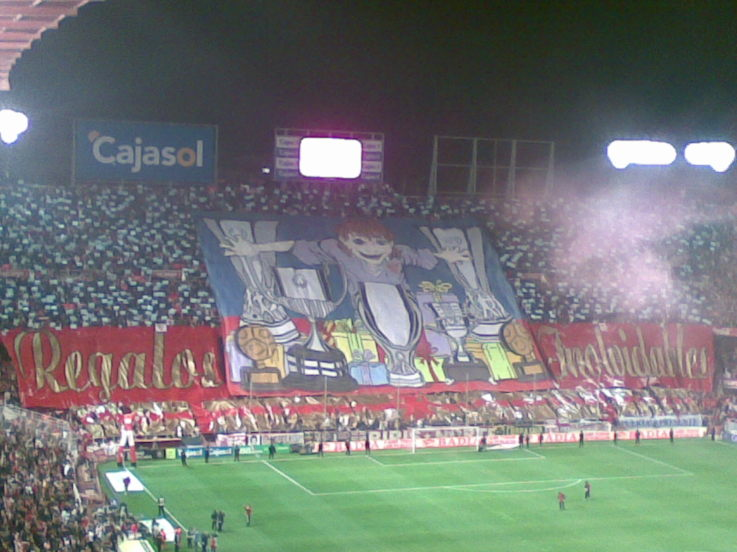
Derbi sevillano en el Estadio Ramón Sánchez-Pizjuán.

El primer partido disputado en el nuevo estadio del Sevilla FC, el campo de Nervión, con motivo de su inauguración, fue contra el Real Betis Balompié, el 7 de octubre de 1928, y el equipo verdiblanco ganó por 1-2. Cuando se jugó el primer encuentro en competición oficial en el siguiente estadio, el Estadio Ramón Sánchez Pizjuán, "el equipo verdiblanco ganó por 4-2". Era la temporada 1958/59. En la siguiente temporada, el Sevilla FC ganaría con un 1-4 en Heliópolis.
La primera vez que se enfrentaron en Liga estos equipos, en 2.ª división, fue en la primera temporada de Liga (la 1928/29), donde el Real Betis Balompié consiguió la doble victoria, por 3-0 (ida) y 2-1 (vuelta). Estos derbis en segunda acabaron cuando el Real Betis Balompié ascendió a la máxima categoría nacional en la temporada 1932/33, mientras el Sevilla FC permanecía en la categoría de plata.
En la temporada 1934/35 se ven las caras por primera vez en la máxima categoría, y los resultados son de "Sevilla FC 0-3 Real Betis Balompié" en el partido de ida, y "2-2" en el de vuelta. El Real Betis Balompié ganaría la Liga ese año y el Sevilla FC la Copa.

### (1940-50)
Tras la guerra civil española, se da la mayor goleada por parte del Sevilla FC en los derbis sevillanos hasta entonces disputados: el Sevilla FC derrota por 5 a 3 al Real Betis Balompié el 17 de enero de 1943. También había vencido fuera, en la mayor goleada a domicilio, por 2 a 5, el 4 de octubre de 1942. Las mayores goleadas del Real Betis Balompié serán el 4 a 0 producido el 20 de abril de 1980, y fuera, el 0-3 22 de diciembre de 1996 (aparte del idéntico 0-3 del 3 de febrero de 1935 anteriormente citado).
Recientemente, el derbi se ha visto salpicado de anécdotas como los lamentables hechos ocurridos en los prolegómenos del partido Sevilla FC - Real Betis Balompié de la temporada 2002/03, en el que "resultó agredido un guarda jurado por aficionados con una muleta, introducida por otro compañero implicado, que no la necesitaba para caminar", y se tuvo que interrumpir el encuentro tras abalanzarse un socio del Sevilla sobre el portero del Betis, Prats, o en la temporada 2004/05 la decisión del colegiado Teixeira Vitienes de exigir al Real Betis Balompié otras camisetas distintas de la verde y blanca tradicional por, según su criterio, confundirse con el blanco local, aun siendo algo que habían permitido los árbitros durante casi 75 años. Los encargados del equipo visitante tuvieron que ir a por las camisetas totalmente verdes al vecino estadio, comenzando el partido con 45 minutos de retraso.
Otro muy grave incidente tuvo lugar en el derbi copero de 2007, en el estadio bético. Tras unas semanas previas muy caldeadas, se celebró sin que se permitiera, por "supuestos" motivos de seguridad y con la oposición de la Real Federación Española de Fútbol, la entrada de ningún miembro de la afición sevillista, ni la de su presidente, por primera vez en la historia del fútbol nacional. Éste invocó la protección de los organismos públicos y federativos, por lo que pudo asistir al palco, aunque relegado a un extremo del mismo y, encima, con la presencia, a su lado, de un busto del presidente del Real Betis Balompié, Don Manuel Ruiz de Lopera. La colocación de dicho busto no gustó a un amplio sector del beticismo por considerarlo fuera de lugar. Lo que conllevó a una fuerte corriente opositora contra su gestión por éste y otros motivos. Hechos, todos ellos inauditos en la historia de cualquier enfrentamiento entre clubes en España. Se adujeron como razones los destrozos provocados en otras ocasiones por los aficionados radicales sevillistas en el mobiliario del Estadio Benito Villamarín, cuando dichos destrozos eran minoritarios y en igual proporción en ambos estadios.
Durante el partido cayeron infinidad de objetos sobre el terreno de juego, alcanzando uno de ellos, una botella de plástico de 2 litros llena de líquido al entrenador sevillista, Juande Ramos, que cayó mareado y tuvo que ser retirado en camilla del terreno de juego, temiendo muchos que los daños fueran más de los que a la postre y por suerte sufrió el entrenador del sevillista. El partido fue suspendido y el club bético tuvo que sufrir el cierre de su estadio. Posteriormente, se reanudó 3 semanas después, en Getafe y sin público. El Sevilla FC venció 0-1 y se clasificó para las semifinales de la Copa del Rey de Fútbol.

## Estadísticas
Para un completo resumen estadístico de los enfrentamientos véase Estadísticas del derbi sevillano

### Balance de enfrentamientos
A continuación se resumen todos los encuentros disputados[cita requerida] entre ambos equipos en todas las competiciones oficiales.
| Competición | P.J. | Ganó SFC | Empate | Ganó RBB | Goles SFC | Goles RBB |
| --- | ---- | -------- | ------ | -------- | --------- | --------- |
| Campeonato Nacional de Liga                                                                                                 | 108  | 50       | 27     | 31       | 162       | 127       |
| Copa del Rey | 19   | 9        | 5      | 5        | 32        | 21        |
| Liga de Segunda División | 14   | 6        | 4      | 4        | 20        | 15        |
| Liga Europa | 2    | 1        | 0      | 1        | 2         | 2         |
| Total oficiales | 143  | 66       | 36     | 41       | 214       | 164       |
| Campeonato Regional (1) | 52   | 25       | 11     | 16       | 124       | 69        |
| Copa Regional (2) | 5    | 3        | 0      | 2        | 11        | 5         |
| Total | 200  | 94       | 47     | 59       | 349       | 238       |
| 1Se incluye el Mancomunado Castilla-Sur y el Supraregional Levante-Sur (1932-35). 2Se incluye la Copa de Sevilla (1911-20). |      |          |        |          |           |           |

| \| \| \| Real Betis Balompié vs Sevilla Fútbol Club \| Real Betis Balompié vs Sevilla Fútbol Club \| Real Betis Balompié vs Sevilla Fútbol Club \| Real Betis Balompié vs Sevilla Fútbol Club \| Sevilla Fútbol Club vs Real Betis Balompié \| Sevilla Fútbol Club vs Real Betis Balompié \| Sevilla Fútbol Club vs Real Betis Balompié \| Sevilla Fútbol Club vs Real Betis Balompié \| Sevilla Fútbol Club vs Real Betis Balompié \| \| Temporada \| División \| Fecha \| Estadio \| Resultado \| Asistencia \| Fecha \| Estadio \| Resultado \| Asistencia \| \| \| --------- \| ---------------- \| ------------------------------------------ \| ------------------------------------------ \| ------------------------------------------ \| ------------------------------------------ \| ------------------------------------------ \| ------------------------------------------ \| ------------------------------------------ \| ------------------------------------------ \| ------------------------------------------ \| \| 1934–35 \| Primera División \| 21.04.1935 \| Patronato Obrero \| 2 – 2 \| \| 03.03.1936 \| Nervión \| 0 – 3 \| \| \| \| 1935–36 \| Primera División \| 29.12.1935 \| Patronato Obrero \| 1 – 0 \| \| 29.03.1936 \| Nervión \| 1 – 0 \| \| \| \| 1939–40 \| Primera División \| 21.01.1940 \| Heliópolis \| 3 – 2 \| \| 21.01.1940 \| Nervión \| 4 – 3 \| \| \| \| 1942–43 \| Primera División \| 04.10.1942 \| Heliópolis \| 2 – 5 \| \| 17.01.1943 \| Nervión \| 5 – 0 \| \| \| \| 1958–59 \| Primera División \| 11.01.1959 \| Heliópolis \| 2 – 0 \| \| 21.09.1958 \| Ramón Sánchez-Pizjuán \| 2 – 4 \| \| \| \| 1959–60 \| Primera División \| 06.03.1960 \| Heliópolis \| 1 – 4 \| \| 15.11.1959 \| Ramón Sánchez-Pizjuán \| 2 – 1 \| \| \| \| 1960–61 \| Primera División \| 04.12.1960 \| Heliópolis \| 0 – 0 \| \| 26.03.1961 \| Ramón Sánchez-Pizjuán \| 1 – 1 \| \| \| \| 1961–62 \| Primera División \| 28.01.1962 \| Benito Villamarín \| 3 – 1 \| \| 08.10.1961 \| Ramón Sánchez-Pizjuán \| 1 – 2 \| \| \| \| 1962–63 \| Primera División \| 03.02.1963 \| Benito Villamarín \| 2 – 1 \| \| 04.11.1962 \| Ramón Sánchez-Pizjuán \| 2 – 0 \| \| \| \| 1963–64 \| Primera División \| 15.08.1963 \| Benito Villamarín \| 3 – 1 \| \| 12.01.1964 \| Ramón Sánchez-Pizjuán \| 3 – 1 \| \| \| \| 1964–65 \| Primera División \| 18.10.1964 \| Benito Villamarín \| 2 – 0 \| \| 07.02.1965 \| Ramón Sánchez-Pizjuán \| 4 – 2 \| \| \| \| 1965–66 \| Primera División \| 27.03.1966 \| Benito Villamarín \| 1 – 2 \| \| 19.12.1965 \| Ramón Sánchez-Pizjuán \| 1 – 1 \| \| \| \| 1967–68 \| Primera División \| 17.03.1968 \| Benito Villamarín \| 0 – 0 \| \| 26.11.1967 \| Ramón Sánchez-Pizjuán \| 2 – 3 \| \| \| \| 1971–72 \| Primera División \| 19.03.1972 \| Benito Villamarín \| 1 – 1 \| \| 14.01.1971 \| Ramón Sánchez-Pizjuán \| 3 – 1 \| \| \| \| 1975–76 \| Primera División \| 09.05.1976 \| Benito Villamarín \| 1 – 0 \| \| 04.01.1976 \| Ramón Sánchez-Pizjuán \| 2 – 0 \| \| \| \| 1976–77 \| Primera División \| 11.09.1976 \| Benito Villamarín \| 0 – 1 \| \| 23.01.1977 \| Ramón Sánchez-Pizjuán \| 3 – 2 \| \| \| \| 1977–78 \| Primera División \| 19.03.1978 \| Benito Villamarín \| 3 – 2 \| \| 06.11.1977 \| Ramón Sánchez-Pizjuán \| 1 – 0 \| \| \| \| 1979–80 \| Primera División \| 20.04.1980 \| Benito Villamarín \| 4 – 0 \| \| 16.12.1979 \| Ramón Sánchez-Pizjuán \| 2 – 1 \| \| \| \| 1980–81 \| Primera División \| 14.09.1980 \| Benito Villamarín \| 2 – 0 \| \| 14.04.1981 \| Ramón Sánchez-Pizjuán \| 2 – 1 \| \| \| \| 1981–82 \| Primera División \| 07.10.1981 \| Benito Villamarín \| 2 – 0 \| \| 24.01.1982 \| Ramón Sánchez-Pizjuán \| 1 – 1 \| \| \| \| 1982–83 \| Primera División \| 02.01.1983 \| Benito Villamarín \| 1 – 2 \| \| 01.05.1983 \| Ramón Sánchez-Pizjuán \| 2 – 0 \| \| \| \| 1983–84 \| Primera División \| 09.11.1983 \| Benito Villamarín \| 1 – 0 \| \| 18.03.1984 \| Ramón Sánchez-Pizjuán \| 2 – 1 \| \| \| \| 1984–85 \| Primera División \| 28.10.1984 \| Benito Villamarín \| 1 – 2 \| \| 18.03.1985 \| Ramón Sánchez-Pizjuán \| 1 – 0 \| \| \| \| 1985–86 \| Primera División \| 23.03.1986 \| Benito Villamarín \| 1 – 0 \| \| 24.11.1985 \| Ramón Sánchez-Pizjuán \| 1 – 0 \| \| \| \| 1986–87 \| Primera División \| 21.12.1986 \| Benito Villamarín \| 0 – 0 \| \| 07.09.1986 \| Ramón Sánchez-Pizjuán \| 1 – 2 \| \| \| \| 1986–87 \| Primera División \| 07.06.1987 \| Benito Villamarín \| 1 – 2 \| \| 03.05.1987 \| Ramón Sánchez-Pizjuán \| 1 – 3 \| \| \| \| 1987–88 \| Primera División \| 30.01.1988 \| Benito Villamarín \| 0 – 1 \| \| 30.08.1987 \| Ramón Sánchez-Pizjuán \| 1 – 2 \| \| \| \| 1988–89 \| Primera División \| 27.11.1988 \| Benito Villamarín \| 1 – 3 \| \| 07.05.1989 \| Ramón Sánchez-Pizjuán \| 1 – 0 \| \| \| \| 1990–91 \| Primera División \| 30.09.1990 \| Benito Villamarín \| 0 – 3 \| \| 02.03.1991 \| Ramón Sánchez-Pizjuán \| 3 – 2 \| \| \| \| 1994–95 \| Primera División \| 10.06.1995 \| Benito Villamarín \| 2 – 1 \| \| 21.01.1994 \| Ramón Sánchez-Pizjuán \| 0 – 1 \| \| \| \| 1995–96 \| Primera División \| 15.12.1995 \| Benito Villamarín \| 1 – 1 \| \| 27.04.1996 \| Ramón Sánchez-Pizjuán \| 1 – 0 \| \| \| \| 1996–97 \| Primera División \| 16.05.1997 \| Benito Villamarín \| 3 – 3 \| \| 21.12.1996 \| Ramón Sánchez-Pizjuán \| 0 – 3 \| \| \| \| 1999–00 \| Primera División \| 26.02.2000 \| Manuel Ruiz de Lopera \| 1 – 1 \| \| 11.10.1999 \| Ramón Sánchez-Pizjuán \| 3 – 0 \| \| \| \| 2001–02 \| Primera División \| 22.03.2002 \| Manuel Ruiz de Lopera \| 0 – 0 \| \| 09.11.2001 \| Ramón Sánchez-Pizjuán \| 0 – 0 \| \| \| \| 2002–03 \| Primera División \| 21.03.2003 \| Manuel Ruiz de Lopera \| 0 – 1 \| \| 05.10.2002 \| Ramón Sánchez-Pizjuán \| 1 – 1 \| \| \| \| 2003–04 \| Primera División \| 27.02.2004 \| Manuel Ruiz de Lopera \| 1 – 1 \| \| 18.10.2003 \| Ramón Sánchez-Pizjuán \| 2 – 2 \| \| \| \| 2004–05 \| Primera División \| 06.05.2005 \| Manuel Ruiz de Lopera \| 1 – 0 \| \| 18.12.2004 \| Ramón Sánchez-Pizjuán \| 2 – 1 \| \| \| \| 2005–06 \| Primera División \| 01.04.2006 \| Manuel Ruiz de Lopera \| 2 – 1 \| \| 18.11.2005 \| Ramón Sánchez-Pizjuán \| 1 – 0 \| \| \| \| 2006–07 \| Primera División \| 10.02.2007 \| Manuel Ruiz de Lopera \| 0 – 0 \| \| 16.09.2006 \| Ramón Sánchez-Pizjuán \| 3 – 2 \| \| \| \| 2007–08 \| Primera División \| 11.05.2008 \| Manuel Ruiz de Lopera \| 0 – 2 \| \| 21.09.2007 \| Ramón Sánchez-Pizjuán \| 3 – 0 \| \| \| \| 2008–09 \| Primera División \| 21.09.2008 \| Manuel Ruiz de Lopera \| 0 – 0 \| \| 07.02.2009 \| Ramón Sánchez-Pizjuán \| 1 – 2 \| \| \| \| 2011–12 \| Primera División \| 21.01.2012 \| Benito Villamarín \| 1 – 1 \| 48.000 \| 02.05.2012 \| Ramón Sánchez-Pizjuán \| 1 – 2 \| 45.000 \| \| \| 2012–13 \| Primera División \| 14.04.2013 \| Benito Villamarín \| 3 – 3 \| 43.000 \| 18.11.2012 \| Ramón Sánchez-Pizjuán \| 5 – 1 \| 45.000 \| \| \| 2013–14 \| Primera División \| 13.04.2014 \| Benito Villamarín \| 0 – 2 \| 32.254 \| 23.11.2013 \| Ramón Sánchez-Pizjuán \| 4 – 0 \| 45.000 \| \| \| 2015–16 \| Primera División \| 19.12.2015 \| Benito Villamarín \| 0 – 0 \| 50.073 \| 24.04.2016 \| Ramón Sánchez-Pizjuán \| 2 – 0 \| 39.523 \| \| \| 2016–17 \| Primera División \| 25.02.2017 \| Benito Villamarín \| 1 – 2 \| 37.110 \| 20.09.2016 \| Ramón Sánchez-Pizjuán \| 1 – 0 \| 39.870 \| \| \| 2017–18 \| Primera División \| 12.05.2018 \| Benito Villamarín \| 2 – 2 \| 55.588 \| 06.01.2018 \| Ramón Sánchez-Pizjuán \| 3 – 5 \| 40.385 \| \| \| 2018–19 \| Primera División \| 02.09.2018 \| Benito Villamarín \| 1 – 0 \| 53.451 \| 13.04.2019 \| Ramón Sánchez-Pizjuán \| 3 – 2 \| 42.885 \| \| \| 2019–20 \| Primera División \| 10.11.2019 \| Benito Villamarín \| 1 – 2 \| 52.123 \| 11.06.2020 \| Ramón Sánchez-Pizjuán \| 2 – 0 \| Vacío \| \| \| 2020–21 \| Primera División \| 02.01.2021 \| Benito Villamarín \| 1 – 1 \| Vacío \| 14.03.2021 \| Ramón Sánchez-Pizjuán \| 1 – 0 \| Vacío \| \| \| 2021–22 \| Primera División \| 07.11.2021 \| Benito Villamarín \| 0 – 2 \| 50.534 \| 27.02.2022 \| Ramón Sánchez-Pizjuán \| 2 – 1 \| 37.250 \| \| \| 2022–23 \| Primera División \| 06.11.2022 \| Benito Villamarín \| 1 – 1 \| 54.034 \| 21.05.2023 \| Ramón Sánchez-Pizjuán \| 0 – 0 \| 41 392 \| \| \| 2023–24 \| Primera División \| 28.04.2024 \| Benito Villamarín \| 1 – 1 \| 55 770 \| 12.11.2023 \| Ramón Sánchez-Pizjuán \| 1 – 1 \| 42 222 \| \| \| 2024–25 \| Primera División \| 30.03.2025 \| Benito Villamarín \| 2 – 1 \| 58 538 \| 06.10.2024 \| Ramón Sánchez-Pizjuán \| 1 – 0 \| 42 571 \| \| \| 2025-26 \| Primera División \| ≈ 01.03.2026 \| La Cartuja \| \| \| ≈ 30.11.2025 \| Ramón Sánchez-Pizjuán \| \| \| \| |                  |                                            |                                            |                                            |                                            |                                            |                                            |                                            |                                            |                                            |
| |                  | Real Betis Balompié vs Sevilla Fútbol Club | Real Betis Balompié vs Sevilla Fútbol Club | Real Betis Balompié vs Sevilla Fútbol Club | Real Betis Balompié vs Sevilla Fútbol Club | Sevilla Fútbol Club vs Real Betis Balompié | Sevilla Fútbol Club vs Real Betis Balompié | Sevilla Fútbol Club vs Real Betis Balompié | Sevilla Fútbol Club vs Real Betis Balompié | Sevilla Fútbol Club vs Real Betis Balompié |
| Temporada | División         | Fecha                                      | Estadio                                    | Resultado                                  | Asistencia                                 | Fecha                                      | Estadio                                    | Resultado                                  | Asistencia                                 |                                            |
| 1934–35 | Primera División | 21.04.1935                                 | Patronato Obrero                           | 2 – 2                                      |                                            | 03.03.1936                                 | Nervión                                    | 0 – 3                                      |                                            |                                            |
| 1935–36 | Primera División | 29.12.1935                                 | Patronato Obrero                           | 1 – 0                                      |                                            | 29.03.1936                                 | Nervión                                    | 1 – 0                                      |                                            |                                            |
| 1939–40 | Primera División | 21.01.1940                                 | Heliópolis                                 | 3 – 2                                      |                                            | 21.01.1940                                 | Nervión                                    | 4 – 3                                      |                                            |                                            |
| 1942–43 | Primera División | 04.10.1942                                 | Heliópolis                                 | 2 – 5                                      |                                            | 17.01.1943                                 | Nervión                                    | 5 – 0                                      |                                            |                                            |
| 1958–59 | Primera División | 11.01.1959                                 | Heliópolis                                 | 2 – 0                                      |                                            | 21.09.1958                                 | Ramón Sánchez-Pizjuán                      | 2 – 4                                      |                                            |                                            |
| 1959–60 | Primera División | 06.03.1960                                 | Heliópolis                                 | 1 – 4                                      |                                            | 15.11.1959                                 | Ramón Sánchez-Pizjuán                      | 2 – 1                                      |                                            |                                            |
| 1960–61 | Primera División | 04.12.1960                                 | Heliópolis                                 | 0 – 0                                      |                                            | 26.03.1961                                 | Ramón Sánchez-Pizjuán                      | 1 – 1                                      |                                            |                                            |
| 1961–62 | Primera División | 28.01.1962                                 | Benito Villamarín                          | 3 – 1                                      |                                            | 08.10.1961                                 | Ramón Sánchez-Pizjuán                      | 1 – 2                                      |                                            |                                            |
| 1962–63 | Primera División | 03.02.1963                                 | Benito Villamarín                          | 2 – 1                                      |                                            | 04.11.1962                                 | Ramón Sánchez-Pizjuán                      | 2 – 0                                      |                                            |                                            |
| 1963–64 | Primera División | 15.08.1963                                 | Benito Villamarín                          | 3 – 1                                      |                                            | 12.01.1964                                 | Ramón Sánchez-Pizjuán                      | 3 – 1                                      |                                            |                                            |
| 1964–65 | Primera División | 18.10.1964                                 | Benito Villamarín                          | 2 – 0                                      |                                            | 07.02.1965                                 | Ramón Sánchez-Pizjuán                      | 4 – 2                                      |                                            |                                            |
| 1965–66 | Primera División | 27.03.1966                                 | Benito Villamarín                          | 1 – 2                                      |                                            | 19.12.1965                                 | Ramón Sánchez-Pizjuán                      | 1 – 1                                      |                                            |                                            |
| 1967–68 | Primera División | 17.03.1968                                 | Benito Villamarín                          | 0 – 0                                      |                                            | 26.11.1967                                 | Ramón Sánchez-Pizjuán                      | 2 – 3                                      |                                            |                                            |
| 1971–72 | Primera División | 19.03.1972                                 | Benito Villamarín                          | 1 – 1                                      |                                            | 14.01.1971                                 | Ramón Sánchez-Pizjuán                      | 3 – 1                                      |                                            |                                            |
| 1975–76 | Primera División | 09.05.1976                                 | Benito Villamarín                          | 1 – 0                                      |                                            | 04.01.1976                                 | Ramón Sánchez-Pizjuán                      | 2 – 0                                      |                                            |                                            |
| 1976–77 | Primera División | 11.09.1976                                 | Benito Villamarín                          | 0 – 1                                      |                                            | 23.01.1977                                 | Ramón Sánchez-Pizjuán                      | 3 – 2                                      |                                            |                                            |
| 1977–78 | Primera División | 19.03.1978                                 | Benito Villamarín                          | 3 – 2                                      |                                            | 06.11.1977                                 | Ramón Sánchez-Pizjuán                      | 1 – 0                                      |                                            |                                            |
| 1979–80 | Primera División | 20.04.1980                                 | Benito Villamarín                          | 4 – 0                                      |                                            | 16.12.1979                                 | Ramón Sánchez-Pizjuán                      | 2 – 1                                      |                                            |                                            |
| 1980–81 | Primera División | 14.09.1980                                 | Benito Villamarín                          | 2 – 0                                      |                                            | 14.04.1981                                 | Ramón Sánchez-Pizjuán                      | 2 – 1                                      |                                            |                                            |
| 1981–82 | Primera División | 07.10.1981                                 | Benito Villamarín                          | 2 – 0                                      |                                            | 24.01.1982                                 | Ramón Sánchez-Pizjuán                      | 1 – 1                                      |                                            |                                            |
| 1982–83 | Primera División | 02.01.1983                                 | Benito Villamarín                          | 1 – 2                                      |                                            | 01.05.1983                                 | Ramón Sánchez-Pizjuán                      | 2 – 0                                      |                                            |                                            |
| 1983–84 | Primera División | 09.11.1983                                 | Benito Villamarín                          | 1 – 0                                      |                                            | 18.03.1984                                 | Ramón Sánchez-Pizjuán                      | 2 – 1                                      |                                            |                                            |
| 1984–85 | Primera División | 28.10.1984                                 | Benito Villamarín                          | 1 – 2                                      |                                            | 18.03.1985                                 | Ramón Sánchez-Pizjuán                      | 1 – 0                                      |                                            |                                            |
| 1985–86 | Primera División | 23.03.1986                                 | Benito Villamarín                          | 1 – 0                                      |                                            | 24.11.1985                                 | Ramón Sánchez-Pizjuán                      | 1 – 0                                      |                                            |                                            |
| 1986–87 | Primera División | 21.12.1986                                 | Benito Villamarín                          | 0 – 0                                      |                                            | 07.09.1986                                 | Ramón Sánchez-Pizjuán                      | 1 – 2                                      |                                            |                                            |
| 1986–87 | Primera División | 07.06.1987                                 | Benito Villamarín                          | 1 – 2                                      |                                            | 03.05.1987                                 | Ramón Sánchez-Pizjuán                      | 1 – 3                                      |                                            |                                            |
| 1987–88 | Primera División | 30.01.1988                                 | Benito Villamarín                          | 0 – 1                                      |                                            | 30.08.1987                                 | Ramón Sánchez-Pizjuán                      | 1 – 2                                      |                                            |                                            |
| 1988–89 | Primera División | 27.11.1988                                 | Benito Villamarín                          | 1 – 3                                      |                                            | 07.05.1989                                 | Ramón Sánchez-Pizjuán                      | 1 – 0                                      |                                            |                                            |
| 1990–91 | Primera División | 30.09.1990                                 | Benito Villamarín                          | 0 – 3                                      |                                            | 02.03.1991                                 | Ramón Sánchez-Pizjuán                      | 3 – 2                                      |                                            |                                            |
| 1994–95 | Primera División | 10.06.1995                                 | Benito Villamarín                          | 2 – 1                                      |                                            | 21.01.1994                                 | Ramón Sánchez-Pizjuán                      | 0 – 1                                      |                                            |                                            |
| 1995–96 | Primera División | 15.12.1995                                 | Benito Villamarín                          | 1 – 1                                      |                                            | 27.04.1996                                 | Ramón Sánchez-Pizjuán                      | 1 – 0                                      |                                            |                                            |
| 1996–97 | Primera División | 16.05.1997                                 | Benito Villamarín                          | 3 – 3                                      |                                            | 21.12.1996                                 | Ramón Sánchez-Pizjuán                      | 0 – 3                                      |                                            |                                            |
| 1999–00 | Primera División | 26.02.2000                                 | Manuel Ruiz de Lopera                      | 1 – 1                                      |                                            | 11.10.1999                                 | Ramón Sánchez-Pizjuán                      | 3 – 0                                      |                                            |                                            |
| 2001–02 | Primera División | 22.03.2002                                 | Manuel Ruiz de Lopera                      | 0 – 0                                      |                                            | 09.11.2001                                 | Ramón Sánchez-Pizjuán                      | 0 – 0                                      |                                            |                                            |
| 2002–03 | Primera División | 21.03.2003                                 | Manuel Ruiz de Lopera                      | 0 – 1                                      |                                            | 05.10.2002                                 | Ramón Sánchez-Pizjuán                      | 1 – 1                                      |                                            |                                            |
| 2003–04 | Primera División | 27.02.2004                                 | Manuel Ruiz de Lopera                      | 1 – 1                                      |                                            | 18.10.2003                                 | Ramón Sánchez-Pizjuán                      | 2 – 2                                      |                                            |                                            |
| 2004–05 | Primera División | 06.05.2005                                 | Manuel Ruiz de Lopera                      | 1 – 0                                      |                                            | 18.12.2004                                 | Ramón Sánchez-Pizjuán                      | 2 – 1                                      |                                            |                                            |
| 2005–06 | Primera División | 01.04.2006                                 | Manuel Ruiz de Lopera                      | 2 – 1                                      |                                            | 18.11.2005                                 | Ramón Sánchez-Pizjuán                      | 1 – 0                                      |                                            |                                            |
| 2006–07 | Primera División | 10.02.2007                                 | Manuel Ruiz de Lopera                      | 0 – 0                                      |                                            | 16.09.2006                                 | Ramón Sánchez-Pizjuán                      | 3 – 2                                      |                                            |                                            |
| 2007–08 | Primera División | 11.05.2008                                 | Manuel Ruiz de Lopera                      | 0 – 2                                      |                                            | 21.09.2007                                 | Ramón Sánchez-Pizjuán                      | 3 – 0                                      |                                            |                                            |
| 2008–09 | Primera División | 21.09.2008                                 | Manuel Ruiz de Lopera                      | 0 – 0                                      |                                            | 07.02.2009                                 | Ramón Sánchez-Pizjuán                      | 1 – 2                                      |                                            |                                            |
| 2011–12 | Primera División | 21.01.2012                                 | Benito Villamarín                          | 1 – 1                                      | 48.000                                     | 02.05.2012                                 | Ramón Sánchez-Pizjuán                      | 1 – 2                                      | 45.000                                     |                                            |
| 2012–13 | Primera División | 14.04.2013                                 | Benito Villamarín                          | 3 – 3                                      | 43.000                                     | 18.11.2012                                 | Ramón Sánchez-Pizjuán                      | 5 – 1                                      | 45.000                                     |                                            |
| 2013–14 | Primera División | 13.04.2014                                 | Benito Villamarín                          | 0 – 2                                      | 32.254                                     | 23.11.2013                                 | Ramón Sánchez-Pizjuán                      | 4 – 0                                      | 45.000                                     |                                            |
| 2015–16 | Primera División | 19.12.2015                                 | Benito Villamarín                          | 0 – 0                                      | 50.073                                     | 24.04.2016                                 | Ramón Sánchez-Pizjuán                      | 2 – 0                                      | 39.523                                     |                                            |
| 2016–17 | Primera División | 25.02.2017                                 | Benito Villamarín                          | 1 – 2                                      | 37.110                                     | 20.09.2016                                 | Ramón Sánchez-Pizjuán                      | 1 – 0                                      | 39.870                                     |                                            |
| 2017–18 | Primera División | 12.05.2018                                 | Benito Villamarín                          | 2 – 2                                      | 55.588                                     | 06.01.2018                                 | Ramón Sánchez-Pizjuán                      | 3 – 5                                      | 40.385                                     |                                            |
| 2018–19 | Primera División | 02.09.2018                                 | Benito Villamarín                          | 1 – 0                                      | 53.451                                     | 13.04.2019                                 | Ramón Sánchez-Pizjuán                      | 3 – 2                                      | 42.885                                     |                                            |
| 2019–20 | Primera División | 10.11.2019                                 | Benito Villamarín                          | 1 – 2                                      | 52.123                                     | 11.06.2020                                 | Ramón Sánchez-Pizjuán                      | 2 – 0                                      | Vacío                                      |                                            |
| 2020–21 | Primera División | 02.01.2021                                 | Benito Villamarín                          | 1 – 1                                      | Vacío                                      | 14.03.2021                                 | Ramón Sánchez-Pizjuán                      | 1 – 0                                      | Vacío                                      |                                            |
| 2021–22 | Primera División | 07.11.2021                                 | Benito Villamarín                          | 0 – 2                                      | 50.534                                     | 27.02.2022                                 | Ramón Sánchez-Pizjuán                      | 2 – 1                                      | 37.250                                     |                                            |
| 2022–23 | Primera División | 06.11.2022                                 | Benito Villamarín                          | 1 – 1                                      | 54.034                                     | 21.05.2023                                 | Ramón Sánchez-Pizjuán                      | 0 – 0                                      | 41 392                                     |                                            |
| 2023–24 | Primera División | 28.04.2024                                 | Benito Villamarín                          | 1 – 1                                      | 55 770                                     | 12.11.2023                                 | Ramón Sánchez-Pizjuán                      | 1 – 1                                      | 42 222                                     |                                            |
| 2024–25 | Primera División | 30.03.2025                                 | Benito Villamarín                          | 2 – 1                                      | 58 538                                     | 06.10.2024                                 | Ramón Sánchez-Pizjuán                      | 1 – 0                                      | 42 571                                     |                                            |
| 2025-26 | Primera División | ≈ 01.03.2026                               | La Cartuja                                 |                                            |                                            | ≈ 30.11.2025                               | Ramón Sánchez-Pizjuán                      |                                            |                                            |                                            |

| \| \| Real Betis local \| Real Betis local \| Sevilla FC local \| Sevilla FC local \| \| Temporada \| Fecha \| Resultado \| Fecha \| Resultado \| \| --------- \| ---------------- \| ---------------- \| ---------------- \| ---------------- \| \| 1928-29 \| 16-6-1929 \| 2 – 1 \| 07-4-1929 \| 3 – 0 \| \| 1929-30 \| 15-12-1929 \| 0 – 2 \| 16-2-1930 \| 2 – 0 \| \| 1930-31 \| 22-3-1931 \| 0 – 1 \| 11-1-1931 \| 0 – 0 \| \| 1931-32 \| 21-2-1932 \| 1 – 1 \| 20-12-1931 \| 2 – 3 \| \| 1968-69 \| 18-5-1969 \| 2 – 2 \| 29-12-1968 \| 0 – 1 \| \| 1973-74 \| 11-11-1973 \| 3 – 0 \| 24-3-1974 \| 2 – 1 \| \| 2000-01 \| 18-11-2000 \| 1 – 3 \| 21-4-2001 \| 1 – 1 \| |                  |                  |                  |                  |
| | Real Betis local | Real Betis local | Sevilla FC local | Sevilla FC local |
| Temporada | Fecha            | Resultado        | Fecha            | Resultado        |
| 1928-29 | 16-6-1929        | 2 – 1            | 07-4-1929        | 3 – 0            |
| 1929-30 | 15-12-1929       | 0 – 2            | 16-2-1930        | 2 – 0            |
| 1930-31 | 22-3-1931        | 0 – 1            | 11-1-1931        | 0 – 0            |
| 1931-32 | 21-2-1932        | 1 – 1            | 20-12-1931       | 2 – 3            |
| 1968-69 | 18-5-1969        | 2 – 2            | 29-12-1968       | 0 – 1            |
| 1973-74 | 11-11-1973       | 3 – 0            | 24-3-1974        | 2 – 1            |
| 2000-01 | 18-11-2000       | 1 – 3            | 21-4-2001        | 1 – 1            |

| \| Temporada \| Competición \| Ronda \| Fecha \| Estadio \| Local \| Resultado \| Visitante \| Asistencia \| Resultado global \| Observaciones \| \| --------- \| --------------------- \| -------------- \| ------------ \| ------------------- \| ------- \| --------- \| ---------- \| ---------- \| ---------------- \| -------------------------------------------------------------------------------------------------------- \| \| 1927–28 \| Copa del Rey \| Fase de grupos \| 19.02.1928 \| Reina Victoria \| Sevilla \| 3 – 3 \| Real Betis \| \| 4 – 4 \| Ninguno de los dos equipos superó la fase de grupos \| \| 1927–28 \| Copa del Rey \| Fase de grupos \| 25.02.1928 \| Patronato Obrero \| Betis \| 1 – 1 \| Sevilla \| \| 4 – 4 \| Ninguno de los dos equipos superó la fase de grupos \| \| 1939–40 \| Copa del Generalísimo \| Dieciseisavos \| 23.05.1940 \| Heliópolis \| Betis \| 0 – 3 \| Sevilla \| \| 3 – 5 \| El Sevilla FC perdió la ronda de octavos de final frente al Zaragoza FC \| \| 1939–40 \| Copa del Generalísimo \| Dieciseisavos \| 26.05.1940 \| Nervión \| Sevilla \| 2 – 3 \| Betis \| \| 3 – 5 \| El Sevilla FC perdió la ronda de octavos de final frente al Zaragoza FC \| \| 1961–62 \| Copa del Generalísimo \| Octavos \| 05.04.1962 \| Sánchez-Pizjuán \| Sevilla \| 5 – 3 \| Betis \| \| 5 – 4 \| El Sevilla FC llegó a la final pero fue eliminado por el Real Madrid \| \| 1961–62 \| Copa del Generalísimo \| Octavos \| 08.04.1962 \| Benito Villamarín \| Betis \| 1 – 0 \| Sevilla \| \| 5 – 4 \| El Sevilla FC llegó a la final pero fue eliminado por el Real Madrid \| \| 1962–63 \| Copa del Generalísimo \| Dieciseisavos \| 05.04.1962 \| Benito Villamarín \| Betis \| 2 – 1 \| Sevilla \| \| 3 – 2 \| El Real Betis perdió el partido de desempate de la ronda de cuartos de final contra el Real Madrid \| \| 1962–63 \| Copa del Generalísimo \| Dieciseisavos \| 08.04.1962 \| Sánchez-Pizjuán \| Sevilla \| 1 – 1 \| Betis \| \| 3 – 2 \| El Real Betis perdió el partido de desempate de la ronda de cuartos de final contra el Real Madrid \| \| 1980–81 \| Copa del Rey \| Segunda ronda \| 19.11.1980 \| Sánchez-Pizjuán \| Sevilla \| 2 – 1 \| Betis \| \| 3 – 2 \| El Sevilla FC perdió la ronda de semifinales contra el Sporting de Gijón \| \| 1980–81 \| Copa del Rey \| Segunda ronda \| 03.12.1980 \| Benito Villamarín \| Betis \| 1 – 1 \| Sevilla \| \| 3 – 2 \| El Sevilla FC perdió la ronda de semifinales contra el Sporting de Gijón \| \| 1982-83 \| Copa del Rey \| Octavos \| 02.02.1983 \| Sánchez-Pizjuán \| Sevilla \| 2 – 0 \| Betis \| \| 4 – 0 \| El Sevilla FC perdió la ronda de cuartos de final contra el Real Madrid \| \| 1982-83 \| Copa del Rey \| Octavos \| 23.02.1983 \| Benito Villamarín \| Betis \| 0 – 2 \| Sevilla \| \| 4 – 0 \| El Sevilla FC perdió la ronda de cuartos de final contra el Real Madrid \| \| 1984–85 \| Copa del Rey \| Tercera ronda \| 11.12.1984 \| Sánchez-Pizjuán \| Sevilla \| 1 – 0 \| Betis \| \| 1 – 3 \| El Real Betis perdió la ronda de semifinales contra el Athletic Club \| \| 1984–85 \| Copa del Rey \| Tercera ronda \| 08.01.1985 \| Benito Villamarín \| Betis \| 3 – 0 \| Sevilla \| \| 1 – 3 \| El Real Betis perdió la ronda de semifinales contra el Athletic Club \| \| 2006–07 \| Copa del Rey \| Cuartos \| 01.02.2007 \| Sánchez-Pizjuán \| Sevilla \| 0 – 0 \| Betis \| \| 1 – 0 \| Incidente de Juande Ramos. El Sevilla FC acabó proclamándose campeón \| \| 2006–07 \| Copa del Rey \| Cuartos \| 28.02.2007 \| Ruiz de Lopera \| Betis \| 0 – 1 \| Sevilla \| \| 1 – 0 \| Incidente de Juande Ramos. El Sevilla FC acabó proclamándose campeón \| \| 2006–07 \| Copa del Rey \| Cuartos \| 20.03.2007 1 \| Coliseum A. Pérez 1 \| Betis \| 0 – 1 \| Sevilla \| Cerrado \| 1 – 0 \| Incidente de Juande Ramos. El Sevilla FC acabó proclamándose campeón \| \| 2015–16 \| Copa del Rey \| Cuartos \| 06.01.2016 \| Benito Villamarín \| Betis \| 0 – 2 \| Sevilla \| 36.832 \| 0 – 6 \| El Sevilla FC llegó a la final pero perdió frente al FC Barcelona \| \| 2015–16 \| Copa del Rey \| Cuartos \| 12.01.2016 \| Sánchez-Pizjuán \| Sevilla \| 4 – 0 \| Betis \| 36.812 \| 0 – 6 \| El Sevilla FC llegó a la final pero perdió frente al FC Barcelona \| \| 2021–22 \| Copa del Rey \| Octavos \| 15.01.2022 \| Benito Villamarín \| Betis \| 2 – 1 \| Sevilla \| 45.047 \| 2 – 1 \| Incidente de Joan Jordán. Primer derbi copero a partido único. El Real Betis acabó proclamándose campeón \| \| 2021–22 \| Copa del Rey \| Octavos \| 16.01.2022 2 \| Benito Villamarín \| Betis \| 2 – 1 \| Sevilla \| Cerrado \| 2 – 1 \| Incidente de Joan Jordán. Primer derbi copero a partido único. El Real Betis acabó proclamándose campeón \| - 1 El colegiado Undiano Mallenco suspendió el partido en el minuto 12 de la 2.ª parte, instantes después del gol de Kanouté a favor del Sevilla, debido a la agresión por parte de un aficionado bético al entrenador sevillista Juande Ramos, que lo dejó inconsciente. La Real Federación Española de Fútbol decretó que se jugasen los minutos restantes a puerta cerrada en el Coliseum Alfonso Pérez el 20 de marzo a las 20 horas. 2 El colegiado De Burgos Bengoetxea suspendió el partido en el minuto 39 de la 1.ª parte, instantes después del gol de Nabil Fekir a favor del Real Betis, debido al lanzamiento de un palo de PVC por parte de un aficionado bético al jugador sevillista Joan Jordán, tomando horas más tarde el Juez Único de Competición la decisión de reanudar le partido en la tarde del día siguiente a puerta cerrada. |                       |                |              |                     |         |           |            |            |                  | |
| Temporada | Competición           | Ronda          | Fecha        | Estadio             | Local   | Resultado | Visitante  | Asistencia | Resultado global | Observaciones                                                                                            |
| 1927–28 | Copa del Rey          | Fase de grupos | 19.02.1928   | Reina Victoria      | Sevilla | 3 – 3     | Real Betis |            | 4 – 4            | Ninguno de los dos equipos superó la fase de grupos                                                      |
| 1927–28 | Copa del Rey          | Fase de grupos | 25.02.1928   | Patronato Obrero    | Betis   | 1 – 1     | Sevilla    |            | 4 – 4            | Ninguno de los dos equipos superó la fase de grupos                                                      |
| 1939–40 | Copa del Generalísimo | Dieciseisavos  | 23.05.1940   | Heliópolis          | Betis   | 0 – 3     | Sevilla    |            | 3 – 5            | El Sevilla FC perdió la ronda de octavos de final frente al Zaragoza FC                                  |
| 1939–40 | Copa del Generalísimo | Dieciseisavos  | 26.05.1940   | Nervión             | Sevilla | 2 – 3     | Betis      |            | 3 – 5            | El Sevilla FC perdió la ronda de octavos de final frente al Zaragoza FC                                  |
| 1961–62 | Copa del Generalísimo | Octavos        | 05.04.1962   | Sánchez-Pizjuán     | Sevilla | 5 – 3     | Betis      |            | 5 – 4            | El Sevilla FC llegó a la final pero fue eliminado por el Real Madrid                                     |
| 1961–62 | Copa del Generalísimo | Octavos        | 08.04.1962   | Benito Villamarín   | Betis   | 1 – 0     | Sevilla    |            | 5 – 4            | El Sevilla FC llegó a la final pero fue eliminado por el Real Madrid                                     |
| 1962–63 | Copa del Generalísimo | Dieciseisavos  | 05.04.1962   | Benito Villamarín   | Betis   | 2 – 1     | Sevilla    |            | 3 – 2            | El Real Betis perdió el partido de desempate de la ronda de cuartos de final contra el Real Madrid       |
| 1962–63 | Copa del Generalísimo | Dieciseisavos  | 08.04.1962   | Sánchez-Pizjuán     | Sevilla | 1 – 1     | Betis      |            | 3 – 2            | El Real Betis perdió el partido de desempate de la ronda de cuartos de final contra el Real Madrid       |
| 1980–81 | Copa del Rey          | Segunda ronda  | 19.11.1980   | Sánchez-Pizjuán     | Sevilla | 2 – 1     | Betis      |            | 3 – 2            | El Sevilla FC perdió la ronda de semifinales contra el Sporting de Gijón                                 |
| 1980–81 | Copa del Rey          | Segunda ronda  | 03.12.1980   | Benito Villamarín   | Betis   | 1 – 1     | Sevilla    |            | 3 – 2            | El Sevilla FC perdió la ronda de semifinales contra el Sporting de Gijón                                 |
| 1982-83 | Copa del Rey          | Octavos        | 02.02.1983   | Sánchez-Pizjuán     | Sevilla | 2 – 0     | Betis      |            | 4 – 0            | El Sevilla FC perdió la ronda de cuartos de final contra el Real Madrid                                  |
| 1982-83 | Copa del Rey          | Octavos        | 23.02.1983   | Benito Villamarín   | Betis   | 0 – 2     | Sevilla    |            | 4 – 0            | El Sevilla FC perdió la ronda de cuartos de final contra el Real Madrid                                  |
| 1984–85 | Copa del Rey          | Tercera ronda  | 11.12.1984   | Sánchez-Pizjuán     | Sevilla | 1 – 0     | Betis      |            | 1 – 3            | El Real Betis perdió la ronda de semifinales contra el Athletic Club                                     |
| 1984–85 | Copa del Rey          | Tercera ronda  | 08.01.1985   | Benito Villamarín   | Betis   | 3 – 0     | Sevilla    |            | 1 – 3            | El Real Betis perdió la ronda de semifinales contra el Athletic Club                                     |
| 2006–07 | Copa del Rey          | Cuartos        | 01.02.2007   | Sánchez-Pizjuán     | Sevilla | 0 – 0     | Betis      |            | 1 – 0            | Incidente de Juande Ramos. El Sevilla FC acabó proclamándose campeón                                     |
| 2006–07 | Copa del Rey          | Cuartos        | 28.02.2007   | Ruiz de Lopera      | Betis   | 0 – 1     | Sevilla    |            | 1 – 0            | Incidente de Juande Ramos. El Sevilla FC acabó proclamándose campeón                                     |
| 2006–07 | Copa del Rey          | Cuartos        | 20.03.2007 1 | Coliseum A. Pérez 1 | Betis   | 0 – 1     | Sevilla    | Cerrado    | 1 – 0            | Incidente de Juande Ramos. El Sevilla FC acabó proclamándose campeón                                     |
| 2015–16 | Copa del Rey          | Cuartos        | 06.01.2016   | Benito Villamarín   | Betis   | 0 – 2     | Sevilla    | 36.832     | 0 – 6            | El Sevilla FC llegó a la final pero perdió frente al FC Barcelona                                        |
| 2015–16 | Copa del Rey          | Cuartos        | 12.01.2016   | Sánchez-Pizjuán     | Sevilla | 4 – 0     | Betis      | 36.812     | 0 – 6            | El Sevilla FC llegó a la final pero perdió frente al FC Barcelona                                        |
| 2021–22 | Copa del Rey          | Octavos        | 15.01.2022   | Benito Villamarín   | Betis   | 2 – 1     | Sevilla    | 45.047     | 2 – 1            | Incidente de Joan Jordán. Primer derbi copero a partido único. El Real Betis acabó proclamándose campeón |
| 2021–22 | Copa del Rey          | Octavos        | 16.01.2022 2 | Benito Villamarín   | Betis   | 2 – 1     | Sevilla    | Cerrado    | 2 – 1            | Incidente de Joan Jordán. Primer derbi copero a partido único. El Real Betis acabó proclamándose campeón |

| \| Temporada \| Ronda \| Fecha \| Local \| Resultado \| Visitante \| Nota(s) \| \| --------- \| ---------------------- \| --------- \| ---------- \| --------- \| ---------- \| -------------------------------------------------------------------- \| \| 2013-14 \| Dieciseisavos de final \| 13-3-2014 \| Sevilla FC \| 0 – 2 \| Real Betis \| Global: 2 – 2 (4 - 3 pen.) El Sevilla FC acabó proclamándose campeón \| \| 2013-14 \| Dieciseisavos de final \| 20-3-2014 \| Real Betis \| 0 – 2 \| Sevilla FC \| Global: 2 – 2 (4 - 3 pen.) El Sevilla FC acabó proclamándose campeón \| |                        |           |            |           |            |                                                                      |
| Temporada | Ronda                  | Fecha     | Local      | Resultado | Visitante  | Nota(s)                                                              |
| 2013-14 | Dieciseisavos de final | 13-3-2014 | Sevilla FC | 0 – 2     | Real Betis | Global: 2 – 2 (4 - 3 pen.) El Sevilla FC acabó proclamándose campeón |
| 2013-14 | Dieciseisavos de final | 20-3-2014 | Real Betis | 0 – 2     | Sevilla FC | Global: 2 – 2 (4 - 3 pen.) El Sevilla FC acabó proclamándose campeón |

| \| Temporada \| Ronda \| Fecha \| Local \| Resultado \| Visitante \| Nota(s) \| \| --------- \| ---------------- \| --------- \| ---------- \| --------- \| ---------- \| ----------------------------------------- \| \| 1912-13 \| 1.ª eliminatoria \| 23-2-1913 \| Sevilla FC \| 3 – 0 \| Real Betis \| El Sevilla FC acabó proclamándose campeón \| \| 1914-15 \| 1.ª eliminatoria \| 28-2-1915 \| Sevilla FC \| 1 – 2 \| Real Betis \| El Real Betis acabó proclamándose campeón \| \| 1915-16 \| Final \| 13-2-1916 \| Sevilla FC \| 1 – 0 \| Real Betis \| \| \| 1916-17 \| Final \| 11-2-1917 \| Sevilla FC \| 5 – 0 \| Real Betis \| \| \| 1919-20 \| Liguilla \| 11-2-1917 \| Real Betis \| 3 – 1 \| Sevilla FC \| El Real Betis acabó proclamándose campeón \| |                  |           |            |           |            |                                           |
| Temporada | Ronda            | Fecha     | Local      | Resultado | Visitante  | Nota(s)                                   |
| 1912-13 | 1.ª eliminatoria | 23-2-1913 | Sevilla FC | 3 – 0     | Real Betis | El Sevilla FC acabó proclamándose campeón |
| 1914-15 | 1.ª eliminatoria | 28-2-1915 | Sevilla FC | 1 – 2     | Real Betis | El Real Betis acabó proclamándose campeón |
| 1915-16 | Final            | 13-2-1916 | Sevilla FC | 1 – 0     | Real Betis |                                           |
| 1916-17 | Final            | 11-2-1917 | Sevilla FC | 5 – 0     | Real Betis |                                           |
| 1919-20 | Liguilla         | 11-2-1917 | Real Betis | 3 – 1     | Sevilla FC | El Real Betis acabó proclamándose campeón |

| \| Temporada \| Ronda \| Fecha \| Local \| Resultado \| Visitante \| Nota(s) \| \| --------- \| ---------- \| ---------- \| ---------- \| --------- \| ---------- \| ----------------------------------------------------- \| \| 1915-16 \| \| \| Sevilla FC \| 0 – 0 \| Real Betis \| \| \| 1916-17 \| \| \| Sevilla FC \| 0 – 0 \| Real Betis \| El Sevilla FC acabó proclamándose campeón \| \| 1917-18 \| \| \| Sevilla FC \| 0 – 0 \| Real Betis \| \| \| 1932-33 \| Jornada 3 \| 9-10-1932 \| Real Betis \| 1 – 1 \| Sevilla FC \| Participaron en el Campeonato Regional Centro[17] \| \| 1932-33 \| Jornada 8 \| 6-11-1932 \| Sevilla FC \| 1 – 2 \| Real Betis \| Participaron en el Campeonato Regional Centro[17] \| \| 1933-34 \| Jornada 4 \| 24-9-1933 \| Sevilla FC \| 1 – 2 \| Real Betis \| Participaron en el Campeonato Regional Centro[18] \| \| 1933-34 \| Jornada 9 \| 22-10-33 \| Real Betis \| 2 – 2 \| Sevilla FC \| Participaron en el Campeonato Regional Centro[18] \| \| 1934-35 \| Jornada 5 \| 14-10-1934 \| Real Betis \| 2 – 4 \| Sevilla FC \| Participaron en el Campeonato Regional de Levante[19] \| \| 1934-35 \| Jornada 10 \| 18-11-1934 \| Sevilla FC \| 2 – 1 \| Real Betis \| Participaron en el Campeonato Regional de Levante[19] \| |            |            |            |           |            |                                                   |
| Temporada | Ronda      | Fecha      | Local      | Resultado | Visitante  | Nota(s)                                           |
| 1915-16 |            |            | Sevilla FC | 0 – 0     | Real Betis |                                                   |
| 1916-17 |            |            | Sevilla FC | 0 – 0     | Real Betis | El Sevilla FC acabó proclamándose campeón         |
| 1917-18 |            |            | Sevilla FC | 0 – 0     | Real Betis |                                                   |
| 1932-33 | Jornada 3  | 9-10-1932  | Real Betis | 1 – 1     | Sevilla FC | Participaron en el Campeonato Regional Centro     |
| 1932-33 | Jornada 8  | 6-11-1932  | Sevilla FC | 1 – 2     | Real Betis | Participaron en el Campeonato Regional Centro     |
| 1933-34 | Jornada 4  | 24-9-1933  | Sevilla FC | 1 – 2     | Real Betis | Participaron en el Campeonato Regional Centro     |
| 1933-34 | Jornada 9  | 22-10-33   | Real Betis | 2 – 2     | Sevilla FC | Participaron en el Campeonato Regional Centro     |
| 1934-35 | Jornada 5  | 14-10-1934 | Real Betis | 2 – 4     | Sevilla FC | Participaron en el Campeonato Regional de Levante |
| 1934-35 | Jornada 10 | 18-11-1934 | Sevilla FC | 2 – 1     | Real Betis | Participaron en el Campeonato Regional de Levante |

### Tabla histórica de goleadores
A continuación se listan los jugadores máximos goleadores de cada equipo en las diferentes competiciones oficiales, como en sus predecesoras.
En negrita jugadores en activo. 1 Incluido el Campeonato Regional Sur (y Mancomunado Castilla-Sur y el Supraregional Levante-Sur entre 1932 y 1935), y la Copa de Sevilla.
| Jugador                  | Equipo              | Total | Total | Primera División | Primera División | Copa del Rey | Copa del Rey | Regional (1) | Regional (1) | Segunda División | Segunda División | Liga Europa | Liga Europa |
| Jugador                  | Equipo              | P.J.  | G.    | P.J.             | G.               | P.J.         | G.           | P.J.         | G.           | P.J.             | G.               | P.J.        | G.          |
| ------------------------ | ------------------- | ----- | ----- | ---------------- | ---------------- | ------------ | ------------ | ------------ | ------------ | ---------------- | ---------------- | ----------- | ----------- |
| Julio Cardeñosa          | Real Betis Balompié | 21    | 7     | 17               | 6                | 4            | 1            | Inexistente  | Inexistente  | 0                | 0                | 0           | 0           |
| Miguel López Torrontegui | Sevilla Fútbol Club | 8     | 7     | 6                | 4                | 2            | 3            | 0            | 0            | 0                | 0                | Inexistente | Inexistente |
| Luis Aragonés            | Real Betis Balompié | 10    | 6     | 6                | 4                | 4            | 2            | Inexistente  | Inexistente  | 0                | 0                | 0           | 0           |
| José Antonio Reyes       | Sevilla Fútbol Club | 17    | 5     | 13               | 3                | 2            | 1            | Inexistente  | Inexistente  | 0                | 0                | 2           | 1           |
| Raimundo Blanco          | Sevilla Fútbol Club | 5     | 5     | 3                | 4                | 2            | 1            | 0            | 0            | 0                | 0                | Inexistente | Inexistente |
| Ivan Rakitić             | Sevilla Fútbol Club | 16    | 5     | 13               | 5                | 1            | 0            | Inexistente  | Inexistente  | 0                | 0                | 2           | 0           |
| Rafael Berrocal          | Sevilla Fútbol Club | 5     | 4     | 4                | 4                | 1            | 0            | 0            | 0            | 0                | 0                | Inexistente | Inexistente |
| Antonio Pallarés         | Real Betis Balompié | 8     | 4     | 5                | 4                | 3            | 0            | Inexistente  | Inexistente  | 0                | 0                | 0           | 0           |
| Kevin Gameiro            | Sevilla Fútbol Club | 8     | 4     | 4                | 3                | 2            | 1            | Inexistente  | Inexistente  | 0                | 0                | 2           | 0           |
| Frédéric Kanouté         | Sevilla Fútbol Club | 9     | 4     | 8                | 3                | 1            | 1            | Inexistente  | Inexistente  | 0                | 0                | 0           | 0           |
| Ramón Vázquez            | Sevilla Fútbol Club | 10    | 4     | 10               | 4                | 0            | 0            | Inexistente  | Inexistente  | 0                | 0                | 0           | 0           |

### Jugadores con mayor cantidad de encuentros disputados
Figuran en negrita los jugadores aún en activo y en recuadro de color los que juegan aún en alguno de ambos clubes.
| Jugador            | Equipo              | Total | Total | Primera División | Primera División | Copa | Copa | Segunda División | Segunda División | Liga Europa | Liga Europa |
| Jugador            | Equipo              | P.J.  | G.    | P.J.             | G.               | P.J. | G.   | P.J.             | G.               | P.J.        | G.          |
| ------------------ | ------------------- | ----- | ----- | ---------------- | ---------------- | ---- | ---- | ---------------- | ---------------- | ----------- | ----------- |
| Jesús Navas        | Sevilla Fútbol Club | 28    | -     | 26               | -                | 2    | -    | -                | -                | -           | -           |
| Joaquín Sánchez    | Real Betis Balompié | 27    | 2     | 23               | 2                | 2    | -    | 2                | -                | -           | -           |
| José Ramón Esnaola | Real Betis Balompié | 24    | -     | 16               | -                | 6    | -    | 2                | -                | -           | -           |
| Diego Rodríguez    | Ambos clubes        | 23    | 1     | 20               | 1                | 3    | -    | -                | -                | -           | -           |
| Pablo Blanco       | Sevilla Fútbol Club | 22    | 1     | 17               | -                | 3    | 1    | 2                | -                | -           | -           |
| Antonio Álvarez    | Sevilla Fútbol Club | 22    | -     | 16               | -                | 6    | -    | -                | -                | -           | -           |
| Julio Cardeñosa    | Real Betis Balompié | 21    | 7     | 17               | 6                | 4    | 1    | -                | -                | -           | -           |
| Curro Sanjosé      | Sevilla Fútbol Club | 20    | 2     | 13               | 2                | 5    | -    | 2                | -                | -           | -           |
| Francisco López    | Sevilla Fútbol Club | 20    | 3     | 16               | 2                | 4    | 1    | -                | -                | -           | -           |
| Rafael Gordillo    | Real Betis Balompié | 19    | -     | 14               | -                | 5    | -    | -                | -                | -           | -           |
| Antolín Ortega     | Real Betis Balompié | 18    | -     | 14               | -                | 4    | -    | -                | -                | -           | -           |
| Joaquín Parra      | Real Betis Balompié | 18    | -     | 15               | -                | 3    | -    | -                | -                | -           | -           |
| Eusebio Ríos       | Real Betis Balompié | 17    | -     | 15               | -                | 2    | -    | -                | -                | -           | -           |
| José Antonio Reyes | Sevilla Fútbol Club | 17    | 5     | 13               | 3                | 2    | 1    | -                | -                | 2           | 1           |
| Ivan Rakitić       | Sevilla Fútbol Club | 16    | 5     | 13               | 5                | 1    | -    | -                | -                | 2           | -           |

## Palmarés
Se expone una tabla comparativa de competiciones oficiales nacionales e internacionales, ganadas por ambos clubes. No se incluyen competiciones correspondientes a categorías de ascenso, ni los títulos amistosos.
| Sevilla Fútbol Club                                                                                                  | 1 | 5 | 1 | - | - | 7 | - | 1 | 15 |
| Real Betis Balompié                                                                                                  | 1 | 3 | - | - | - | - | - | - | 4  |
| Datos actualizados a la consecución de un último título por parte de alguno de los implicados el 31 de mayo de 2023. |   |   |   |   |   |   |   |   |    |

### Por décadas
La siguiente tabla muestra los títulos conseguidos por ambos clubes organizados por décadas. En negrita los títulos conseguidos hasta esa década, y en cursiva de color verde los conseguidos durante la década indicada. A la izquierda los títulos obtenidos por el Sevilla Fútbol Club y a la derecha los conseguidos por el Real Betis Balompié:
No se incluyen competiciones amistosas. Se incluyen las competiciones oficiales predecesoras.
| 1901-10 |                |                |                |                |                     |                     |              |              |                   |                   |             |             |                  |                  |                     |                     | 0       | 0      |
| 1911-20 |                |                |                |                |                     |                     |              |              |                   |                   |             |             |                  |                  |                     |                     | 0       | 0      |
| 1921-30 |                |                |                |                |                     |                     |              |              |                   |                   |             |             |                  |                  |                     |                     | 0       | 0      |
| 1931-40 | 0              | 1              | 2              | 0              |                     |                     |              |              |                   |                   |             |             |                  |                  |                     |                     | 2 (+2)  | 1 (+1) |
| 1941-50 | 1 (+1)         | 1              | 3 (+1)         | 0              |                     |                     |              |              |                   |                   |             |             |                  |                  |                     |                     | 4 (+2)  | 1      |
| 1951-60 | 1              | 1              | 3              | 0              |                     |                     |              |              |                   |                   |             |             |                  |                  |                     |                     | 4       | 1      |
| 1961-70 | 1              | 1              | 3              | 0              |                     |                     |              |              |                   |                   |             |             |                  |                  |                     |                     | 4       | 1      |
| 1971-80 | 1              | 1              | 3              | 1 (+1)         |                     |                     |              |              |                   |                   |             |             |                  |                  |                     |                     | 4       | 2 (+1) |
| 1981-90 | 1              | 1              | 3              | 1              |                     |                     |              |              |                   |                   |             |             |                  |                  |                     |                     | 4       | 2      |
| 1991-00 | 1              | 1              | 3              | 1              |                     |                     |              |              |                   |                   |             |             |                  |                  |                     |                     | 4       | 2      |
| 2001-10 | 1              | 1              | 5 (+2)         | 2 (+1)         | 1                   | 0                   |              |              |                   |                   | 2           | 0           |                  |                  | 1                   | 0                   | 10 (+6) | 3 (+1) |
| 2011-Act. | 1              | 1              | 5              | 2              | 1                   | 0                   |              |              |                   |                   | 7 (+5)      | 0           |                  |                  | 1                   | 0                   | 14 (+4) | 4 (+1) |
| Años | Liga de España | Liga de España | Copa de España | Copa de España | Supercopa de España | Supercopa de España | Copa de Liga | Copa de Liga | Liga de Campeones | Liga de Campeones | Liga Europa | Liga Europa | Recopa de Europa | Recopa de Europa | Supercopa de Europa | Supercopa de Europa | Total   | Total  |
| Datos actualizados a la consecución de un último título por parte de alguno de los implicados el 21 de agosto de 2020. |                |                |                |                |                     |                     |              |              |                   |                   |             |             |                  |                  |                     |                     |         |        |

### Otros trofeos extintos
A continuación se detallan otros trofeos menores no reconocidos plenamente como oficiales o bien no considerados a la altura de los anteriormente citados. En negrita los títulos conseguidos hasta esa década, y en cursiva de color verde los conseguidos durante la década indicada. A la izquierda los títulos obtenidos por el Sevilla Fútbol Club y a la derecha los conseguidos por el Real Betis Balompié:
No se incluyen competiciones amistosas. Se incluyen las competiciones oficiales predecesoras.
| Años |                   |                   |                 |                 |                 |                 |                 |                 | Total    | Total   |
| | SFC               | RBB               | SFC             | RBB             | SFC             | RBB             | SFC             | RBB             | SFC      | RBB     |
| --- | ----------------- | ----------------- | --------------- | --------------- | --------------- | --------------- | --------------- | --------------- | -------- | ------- |
| 1901-10 |                   |                   |                 |                 |                 |                 |                 |                 | 0        | 0       |
| 1911-20 | 3                 | 0                 | 0               | 6               |                 |                 |                 |                 | 3 (+3)   | 6 (+6)  |
| 1921-30 | 12 (+9)           | 1 (+1)            | 0               | 6               | 1 (+1)          | 0               |                 |                 | 13 (+10) | 7 (+1)  |
| 1931-40 | 17 (+5)           | 1                 | 0               | 6               | 2 (+1)          | 1 (+1)          |                 |                 | 19 (+6)  | 8 (+1)  |
| 1941-50 | 17                | 1                 | 0               | 6               | 2               | 2 (+1)          |                 |                 | 19       | 9 (+1)  |
| 1951-60 | 17                | 1                 | 0               | 6               | 2               | 3 (+1)          | 0               | 1 (+1)          | 19       | 11 (+2) |
| 1961-70 | 17                | 1                 | 0               | 6               | 3 (+1)          | 3               | 0               | 1               | 20 (+1)  | 11      |
| 1971-80 | 17                | 1                 | 0               | 6               | 3               | 5 (+2)          | 0               | 1               | 20       | 13 (+2) |
| 1981-90 | 17                | 1                 | 0               | 6               | 3               | 5               | 0               | 1               | 20       | 13      |
| 1991-00 | 17                | 1                 | 0               | 6               | 3               | 5               | 0               | 1               | 20       | 13      |
| 2001-10 | 17                | 1                 | 0               | 6               | 4 (+1)          | 5               | 0               | 1               | 21 (+1)  | 13      |
| 2011-Act. | 17                | 1                 | 0               | 6               | 4               | 7 (+2)          | 0               | 1               | 21       | 15 (+2) |
| Años | Copa de Andalucía | Copa de Andalucía | Copa de Sevilla | Copa de Sevilla | Liga de Segunda | Liga de Segunda | Liga de Tercera | Liga de Tercera | Total    | Total   |
| Datos actualizados a la consecución de un último título por parte de alguno de los implicados el 21 de agosto de 2020. |                   |                   |                 |                 |                 |                 |                 |                 |          |         |

## Jugadores que han militado en ambos clubes
A los ya citados Canda y Artola, se les unen Ocaña, Rey, León, Iglesias, Ramos, Diego o Isco, destacando por encima de todos el Caso Antúnez. El Real Betis Balompié, ante la crisis económica que sufría, decidió vender a principios de 1946 a su defensa Francisco Antúnez al Sevilla Fútbol Club. El Sevilla se proclamó como campeón de Liga en el campo de Les Corts el 31 de marzo de 1946, y el Betis decide interponer un recurso el 4 de abril a la Comisión Directiva de la Delegación Nacional de Deportes, presidida por el teniente general José Moscardó, en el que Betis exigía la anulación del fichaje y la retirada del título de campeón de Liga al Sevilla, por haberse ganado con una supuesta alineación indebida. El 10 de abril, la Comisión Directiva dictó su resolución final fallando a favor del Betis, anulando el fichaje de Antúnez por el Sevilla pero sin admitir la retirada del título de Liga al Sevilla, pues entendía que el Sevilla se había proclamado campeón con buena fe y sin dolo. Francisco Antúnez, sin equipo a consecuencia de la resolución, volvió a ser admitido por el Sevilla, permaneciendo como uno de sus jugadores destacados hasta 1952 y proclamándose campeón de la Copa del Generalísimo en 1948.
Otro caso sonado fue el de Diego Rodríguez, que dejó el Betis para jugar en el Sevilla desde la campaña 1988/89. José Mari fue un jugador formado en la cantera del Sevilla. Debutó en el primer equipo en 1996 y, tras pasar varios años en diferentes clubes de España y de Europa, fue fichado por el Betis en 2007.
El jugador más reciente en haber militado en ambos clubes es Isco Alarcón, quien lo hizo en temporadas consecutivas, pues fichó por el Sevilla F. C. en el verano de 2022, rescindiendo su contrato con el club de Nervión a mitad de temporada y siendo firmado como agente libre por el Real Betis Balompié en julio de 2023, club al cual pertenece en la actualidad.
En los banquillos, el caso más llamativo fue el de Antonio Barrios en la temporada 1967-68. El técnico decidió fichar por el Sevilla tras haber logrado dos ascensos como preparador bético. Su paso por el equipo sevillista no le impidió volver al Betis en 1969 para conseguir un ascenso más en la campaña 1970-71. Tiempo después, Luis Aragonés y Juande Ramos tuvieron el privilegio de dirigir a los dos equipos sevillanos.

## Derbi en el agua, la regata Sevilla-Betis
La primera regata Sevilla-Betis fue organizada en 1960 por el Club Náutico de Sevilla, aunque no se convirtió en anual hasta a partir de 1970. La regata, realizada en el río Guadalquivir por ambos equipos de remo, les hace intentar ser los más rápidos en 6.200 m de regata. El tiempo que emplean habitualmente, ronda los 20 minutos. El equipo de remo del Sevilla F.C. ha vencido en 30 regatas frente a las 27 que ha ganado el equipo del Betis en las 57 regatas disputadas ha fecha de hoy. Cabe destacar que las últimas trece han sido conseguidas consecutivamente por el Real Betis.